# Квантовый робот
Квантовый робот — гипотетическое квантовое устройство, представляющее собой подвижную квантовую наносистему со встроенным квантовым компьютером и системами взаимодействия с окружающей средой. Первую модель квантового робота предложил Поль Бенёв в 1998 году.
Квантовые роботы предназначены для того, чтобы изменять или измерять квантовые состояния окружающей среды. В простейших моделях квантовых роботов окружающая среда представляется как квантовый оракул, база данных или квантовый регистр. Квантовый робот и его взаимодействие с окружающей средой описывается некоторой последовательностью, сменяющих друг друга вычислений и действий. Для гамильтоновых моделей роботов эта последовательность описывается унитарным оператором.
Вычислительная фаза предназначена для определения квантовым вычислением следующего действия и генерации нового конечного квантового состояния. При этом входные данные состоят из старых конечных квантовых состояний, данных из памяти квантового компьютера и базы данных наблюдений за состоянием окружающей среды. Фаза действий предназначена для совершения движения квантового робота и изменения состояния окружающей среды, которые задаются вычисленным новым конечным квантовым состоянием. Во время фазы действия квантовые состояния систем квантового робота не изменяются. Предполагается, что в структуре квантового робота присутствует контрольный кубит, в функции которого входит производить переключения между фазами вычислений и фазами действий. В гамильтоновых моделях с каждой фазой связывают определенные унитарные операторы, описывающие изменение общего квантового состояния окружающей среды и квантового робота.